# Chabařovice
Chabařovice (tysk: Karbitz)er en by i det nordvestlige Tjekkiet.
Den er beliggende i regionen Ústí nad Labem, 70 km nordvest for hovedstaden Prag. Chabarovice ligger 175 meter over havets overflade, og antallet af indbyggere er 2.551 (2024).